# Ulotrichopus leucopasta
Ulotrichopus leucopasta är en fjärilsart som beskrevs av George Francis Hampson 1913. Ulotrichopus leucopasta ingår i släktet Ulotrichopus och familjen nattflyn. Inga underarter finns listade i Catalogue of Life.